# Consejo Superior de Investigaciones Científicas
Consejo Superior de Investigaciones Científicas (CSIC) (pol. Wyższa Rada Badań Naukowych) – największa hiszpańska publiczna instytucja naukowa zajmująca się badaniami naukowymi i technicznymi. Jest nadzorowana przez Ministerstwo Nauki, Innowacji i Szkolnictwa Wyższego za pośrednictwem Sekretariatu Generalnego ds. Polityki Naukowej.

## Opis
CSIC powstała po upadku II Republiki, w listopadzie 1939 roku. Jej poprzedniczką była Junta para Ampliación de Estudios e Investigaciones Científicas (JAE) (Rada ds. Rozszerzenia Studiów i Badań Naukowych), utworzona w 1907 roku.
CSIC ma status prawny agencji państwowej. Stanowi jedną z siedmiu tak zwanych publicznych organizacji badawczych.
Ma siedzibę w Madrycie. Składa się z usytuowanych w różnych miejscowościach 120 instytutów badawczych, 69 z nich posiada na zasadzie wyłączności, pozostałe 51 współdzieli z innymi podmiotami. Wydatki CSIC w roku 2018 wyniosły 647 mln euro.